# Brachycerinae
Брахіцерини (Brachyceridae) — підродина жуків з родини Брахіцерид Brachyceridae. Тривалий час брахіцерин вважали підродиною у родині довгоносиків (Curculionidae). Але у 1990-х роках було визнано доцільним підвищити статус цьоготаксону до рівня родини у надродині родині Довгоносикоподібні (Curculionoidea). Деякі ентомологи дотримуються традиційної точки зору й зараз, але провідні фахівці вважають родинний статус брахіцерид переконливо обґрунтованим. Відповідно Brachycerinae стали підродиною новоствореної родини. Описано понад 500 рецентних видів брахіцерид, переважна більшість їх — представники роду Brachycerus. Викопні рештки жуків цієї групи відомі з олігоцену й міоцену.

## Зовнішній вигляд

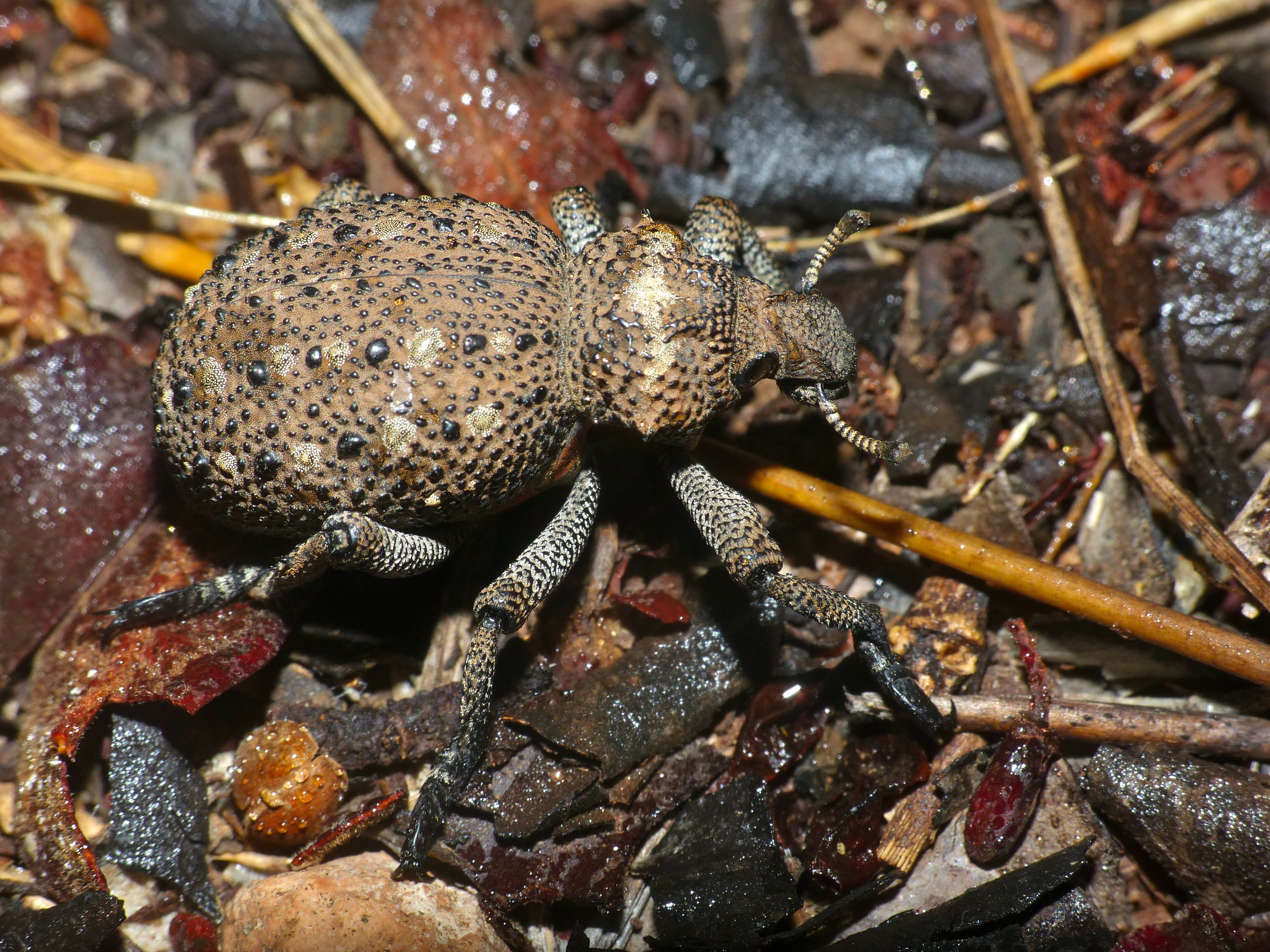
Поверхня тіла багатьох брахіцерин вкрита світлими лусочками, які із часом поступово стираються

Жуки середніх та великих розмірів. Тіло овальне або майже округле. Крил не мають. Забарвлення верхньої частини тіла — чорних, сірих, коричневих, інколи жовтих тонів, часто-густо із візерунком з червоних або жовтогарячих крапочок. У деяких тіло більш або менш гладеньке, але у більшості воно зверху та з боків звичайно має численні рельєфні вирости у вигляді зубців, загострених шипів, ребер, кілів, валиків, горбочків тощо. 

## Спосіб життя
Усі брахіцерини рослинноїдні, хоча кормові рослини достовірно відомі лише для 10-15 видів. Місця мешкання цих комах пов'язані з травами, якими вони харчуються:лілійними, амарилісовими, ароїдними та орхідними. Харчова спеціалізація стала причиною того, що у англійській цих комах часто звуть lily beetles, тобто «лілійні жуки».
У посушливих регіонах (степи, пустелі) це ефемероїди, тому активні дорослі жуки зустрічаються тут на початку теплої пори року із достаньої кількістю опадів (на півдні Європи — навесні). Вони гризуть надземні частини рослин, личинки харчуються цибулинами у ґрунті, ззовні чи зсередини. У несприятливі (спекотливі, холодні)сезони жуки неактивні (діапауза). Прив'язанність до життєвого циклу дикорослих ефемероїдів робить брахіцерид вразливими до діяльності людини — розорення степів, піскоукріплювальні роботи у пустелях та ін.

## Географічне поширення
Ареал підродини охоплює територію від Півдня Європи до Південної Африки (включно з Мадагаскаром, Близький Схід, Малу, Передню й Середню Азію, Казахстан . Переважна більшість видів все ж таки входить до афротропічної фауни. Імовірно, група виникла саме у межах цієї області і згодом розселювалась суходолом, утворюючи вторинні осередки формоутворення.
В Україні мешкає ймовірно три види брахіцерин.

## Значення у природі та житті людини
В екосистемах брахіцерини є однією з численних ланок кругообігу речовин та енергії, в першу чергу як фітофаги — споживачі рослинної органіки. Не виключено, що вони важливі також як їжа для зоофагів та паразитів. Відома інформація, що коли-не-коли окремі види завдають шкоди культивованим лілійним — цибулі, часнику, декоративним квітам — амарилісам, гладіолусам, тюльпанам, каллам, гіацинтам, нарцисам та ін.. Проте через нечисленність та локальне поширення більшість видів у цьому відношенні є нейтральними.
Декілька південноафриканських видів є потенційними гербіфагами для пригнічення бур'янів-аспарагусів.
Один вид брахіцерин — брахіцерус зморшкуватий (Brachycerus sinuatus Ol.) — внесений до Червоної книги України.

## Класифікація
Брахіцерин поділяють на чотири триби: Brachycerini, Brotheini, Byrsopini та Protomantini.